# 洛凯夫雷特
洛凯夫雷特（法語：Loqueffret，亦作，法語發音：[lɔkefʁɛt]）是法国菲尼斯泰尔省的一个市镇，属于沙托兰区。

## 地名
该地名“Loqueffret”发音为[lɔkefʁɛt]，《世界地名译名词典》将其误译作“洛克夫雷”。

## 地理
洛凯夫雷特（48°19'10"N, 3°51'30"W）面积27.4 平方千米，位于法国布列塔尼大區菲尼斯泰尔省，该省份为法国最西部的省份，位于布列塔尼半岛西部，北西南三面环大西洋，东临阿摩尔滨海省和莫尔比昂省。
与洛凯夫雷特接壤的市镇（或旧市镇、城区）包括：布拉斯帕尔、布雷尼利斯、拉内代恩、普洛内韦迪福、普卢耶。
洛凯夫雷特的时区为UTC+01:00、UTC+02:00（夏令时）。

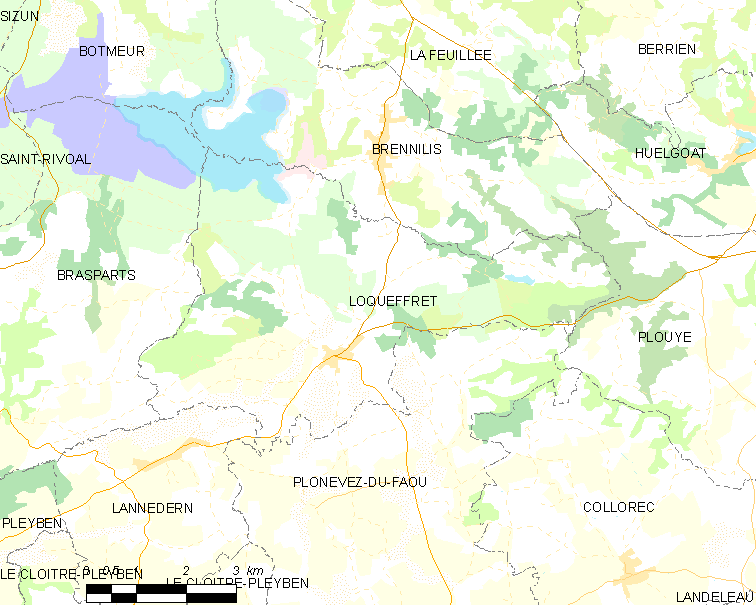
洛凯夫雷特的OSM定位图

## 行政
洛凯夫雷特的邮政编码为29530，INSEE市镇编码为29141。

## 政治
洛凯夫雷特所属的省级选区为卡赖普卢盖尔县。

## 人口

1962-2008年间洛凯夫雷特人口变化图示

洛凯夫雷特于2022年1月1日时的人口数量为338人。